# Der ultimative Spider-Man
Der ultimative Spider-Man (original: Ultimate Spider-Man) ist eine eingestellte Comicreihe über den fiktiven Helden Spider-Man, die Marvel Comics ab Oktober 2000 in den Vereinigten Staaten herausgab. Die Reihe ist eine modernisierte Version von Marvels über Jahrzehnte erfolgreiche Spider-Man-Serie. Die Handlung ist in einem alternativen Universum angesiedelt. Autor der Serie ist Brian Michael Bendis, Zeichner bis zur Ausgabe 110 war Mark Bagley, danach hat Stuart Immonen als regulärer Zeichner übernommen.
In Deutschland wurde die Serie nach der großen Crossover-Reihe „Ultimatum“ in „Ultimate Spider-Man“ umbenannt, während die amerikanische Ausgabe unter „Ultimate Comics: Spider-Man“ weiterlief. Mit der 160. Ausgabe von „Ultimate Spider-Man“ endete die Reihe mit Peter Parkers alias Spider-Mans Tod bei der Verteidigung seiner Tante gegen seinen Erzfeind, den Grünen Kobold.
Die Serie wird mit dem neuen Spider-Man Miles Morales, nun auch in Deutschland als „Ultimate Comics: Spider-Man“, weiter geführt.
Unter dem Titel Ultimate Spider-Man erschien 2012 auch eine Zeichentrickserie.